# Joe Sacco
Joe Sacco (Malta, 2 d'octubre de 1960) és un periodista estatunidenc autor de còmics com a reportatges sobre zones en guerra. Els més destacats són Palestine (1993) i Safe Area Goražde: The War in Eastern Bosnia 1992-1995 (2000), que li han valgut nombrosos premis i reconeixements, entre ells el Premi American Book i el Premi Eisner. Usa un llenguatge satíric, narracions en primeres persones i combinació de vinyetes en blanc i negre i text per relatar les condicions de vida i els punts de vista dels conflictes de més actualitat, dins l'anomenat corrent de nou periodisme.

## Obres

### Còmics

#### En solitari
- 1988–1992: Yahoo #1–6. Fantagraphics Books
- 1993–1995: Palestine #1–9. Fantagraphics Books
- 1994: Spotlight on the Genius that is Joe Sacco. Fantagraphics Books
- 1998: Stories From Bosnia #1: Soba. Drawn and Quarterly

#### Editor
- 1987–1988: Centrifugal Bumble-Puppy Fantagraphics Books

### Llibres

#### En solitari
- 1993: Palestine: A Nation Occupied. Fantagraphics Books. ISBN 978-1560971504 (collects Palestine #1–5)
- 1996: Palestine: In the Gaza Strip. Fantagraphics Books. ISBN 978-1560973003 (collects Palestine #4–9)
- 1997: War Junkie. Fantagraphics Books. ISBN 1-56097-170-3.
- 2000: Safe Area Goražde: The War in Eastern Bosnia 1992–1995. Fantagraphics Books. ISBN 1-56097-470-2 (expanded edition 2010)
- 2001: Palestine. Fantagraphics Books. ISBN 1-56097-432-X (collects Palestine #1–9) (expanded edition in 2007)
- 2003: The Fixer: A Story from Sarajevo. Drawn and Quarterly Books. ISBN 1-896597-60-2
- 2003: Notes from a Defeatist. Fantagraphics Books. ISBN 1-56097-510-5 (collects Yahoo #1–6)
- 2005: War's End: Profiles from Bosnia 1995–96. Drawn and Quarterly. ISBN 1-896597-92-0
- 2006: But I Like It. Fantagraphics Books. ISBN 1-56097-729-9
- 2009: Footnotes in Gaza. Metropolitan Books, ISBN 0-8050-7347-7. Jonathan Cape, ISBN 0-224-07109-2
- 2012: Journalism. Metropolitan Books, ISBN 978-0-8050-9486-2
- 2013: The Great War: July 1, 1916: The First Day of the Battle of the Somme. W. W. Norton & Company. ISBN 978-0-393-08880-9
- 2014: Bumf Vol. 1: I Buggered the Kaiser. Fantagraphics Books. ISBN 978-1-60699-748-2

#### Com a il·lustrator
- 2012: Days of Destruction, Days of Revolt with Chris Hedges. Nation Books, ISBN 978-1-5685-8643-4